# Skaar
Skaar est un personnage de fiction appartenant à l'univers de Marvel Comics. Créé par le scénariste Greg Pak  et le dessinateur John Romita Jr., il apparaît pour la première fois dans le comic book World War Hulk #5 en novembre 2007.
Une série régulière lui est consacrée à partir de juin 2008, Skaar: Son of Hulk, scénarisée par Greg Pak, dessinée par Ron Garney et Carlo Pagulayan.
Il fait sa première apparition dans l'univers cinématographique Marvel lors de l'épisode final de la saison She-Hulk : Avocate, diffusée sur Disney+.

## Biographie du personnage
Skaar est le fils de Hulk, alors Empereur de Sakaar, et de son épouse Caiera. Hulk croyait que son enfant n'avait pas survécu. Mais Skaar est né juste avant que Caiera et les habitants soient incinérés dans l'explosion de Crown City.
Sur la Terre, Mr Fantastique découvre son existence.

## Équipes artistiques
Julie Bell, Ben Oliver, Andres Guinaldo, Ariel Olivetti, Chris SOTO Sotomayor, Fred Van Lente, Graham Nolan, Michael Ryan, Dan Panosian, Ron Lim, Christos N. Gage, Ed McGuinness, Dexter Vines, Paul Tobin, Gabriel Hardman, Anthony Flamini, Timothy Green II, Timothy Truman.

## Apparitions dans d'autres médias
Il fait sa première apparition dans l'univers cinématographique Marvel lors de l'épisode final de la saison She-Hulk : Avocate, diffusée sur Disney+. Il est interprété par Wil Deusner.